# Euphorbia neocrispa
Euphorbia neocrispa är en törelväxtart som beskrevs av Peter Vincent Bruyns. Euphorbia neocrispa ingår i släktet törlar, och familjen törelväxter. Inga underarter finns listade i Catalogue of Life.

## Bildgalleri

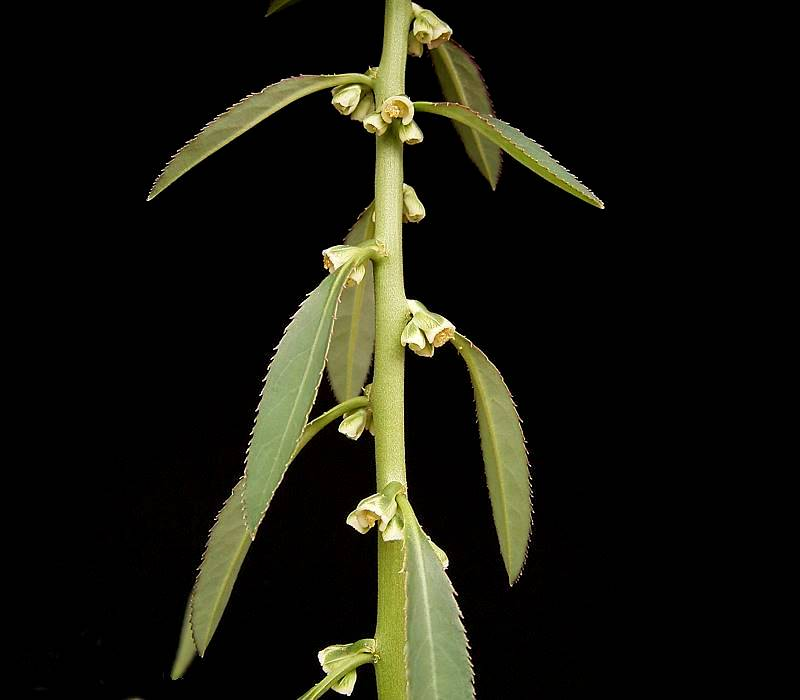
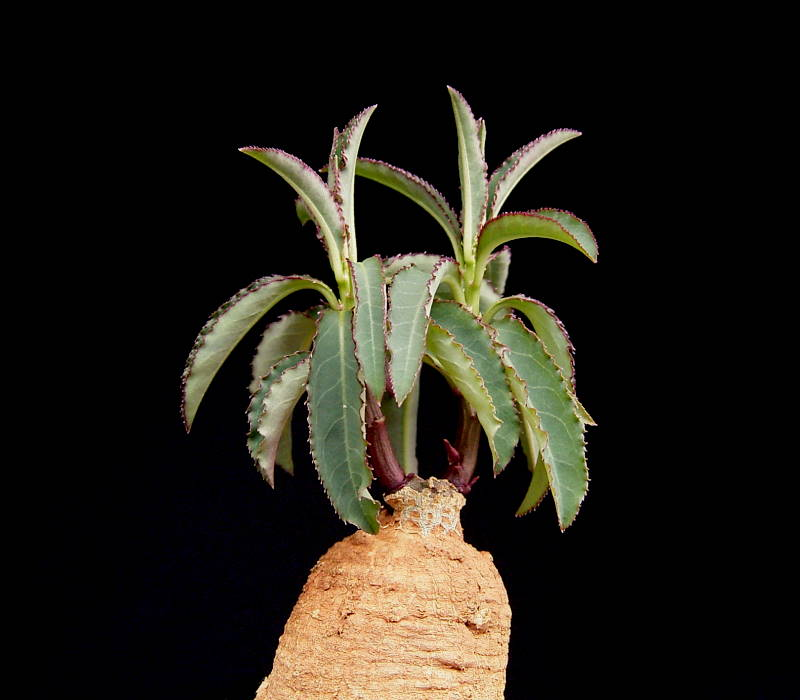